# Hot Cars and Spent Contraceptives
Hot Cars and Spent Contraceptives è il primo album in studio del gruppo punk rock norvegese Turbonegro, pubblicato nel 1992.

## Tracce
1. Librium Love – 5:17
2. Armed and Fairly Well-Equipped (Bonus) – 4:04
3. Suburban Anti-Christ (Bonus) – 1:59
4. Punk Pals – 2:32
5. Kiss the Knife (a.k.a. "Hand of Love") – 1:58
6. Vaya con Satan – 4:02
7. I'm in Love with the Destructive Girls – 2:12
8. Hot Cars – 3:34
9. Clenched Teeth – 2:21
10. Manimal (Bonus) – 4:15
11. Dark Secret Girl (Bonus) – 2:00
12. New Wave Song – 2:40
13. Nadsat Comes Easy – 4:31
14. Zonked out (on Hashish) – 2:03
15. Prima Moffe – 10:32
16. A Career in Indierock (Bonus) – 24:36

## Formazione
- Harry Neger (Harald Fossberg) – voce
- Brune Neger (Rune Grønn) – chitarra
- Max Neger (Pål Bøttger Kjærnes) - chitarra
- Bingo Neger (Bengt Calmeyer) – basso
- Bongo Neger (Thomas Seltzer) – batteria
- Happy-Tom - batteria